# Plante nurse
Les plantes nurses sont un cas de facilitation écologique ou d'espèces facilitatrices. Elles permettent l'installation et le développement d’autres plantes en créant des situations favorables à la germination des semences, à leurs besoins et à leur survie. Pratiquement elles améliorent les conditions environnementales (température, lumière, humidité du sol, fertilité du sol, etc.), permettant ainsi l’installation d’espèces végétales plus sensibles aux stress d’origine abiotique.
Elles peuvent aussi servir de refuge et protéger d'autres espèces contre des prédateurs.
Les symbioses mycorhiziennes jouent généralement un rôle particulièrement important dans ces phénomènes.
Les plantes nurses sont souvent essentielles dans les environnements difficiles : hautes altitudes, variations de températures journalières extrêmes, insolation excessive, sols salés ou très secs, sites miniers dégradés, pistes de ski, surpaturage,...
A l’heure actuelle, deux types de facilitation sont distingués; la facilitation directe et la facilitation indirecte.
La facilitation est dite directe lorsque la plante nurse agit directement sur la plante cible par amélioration des conditions de l’habitat. Différents mécanismes peuvent être invoqués dans cette amélioration par modification des ressources comme l’intensité lumineuse, ou la richesse en nutriments. L’espèce nurse peut aussi affecter la structure physique de l’habitat en améliorant les températures, la structure ou texture du sol, ou encore en la protégeant de l’ensablement ou du vent.
On parle d’interaction indirecte lorsqu’un troisième individu intervient pour modifier les interactions entre la plante nurse et la cible.

## Exemples de situations avec des plantes nurses
Arbustes :

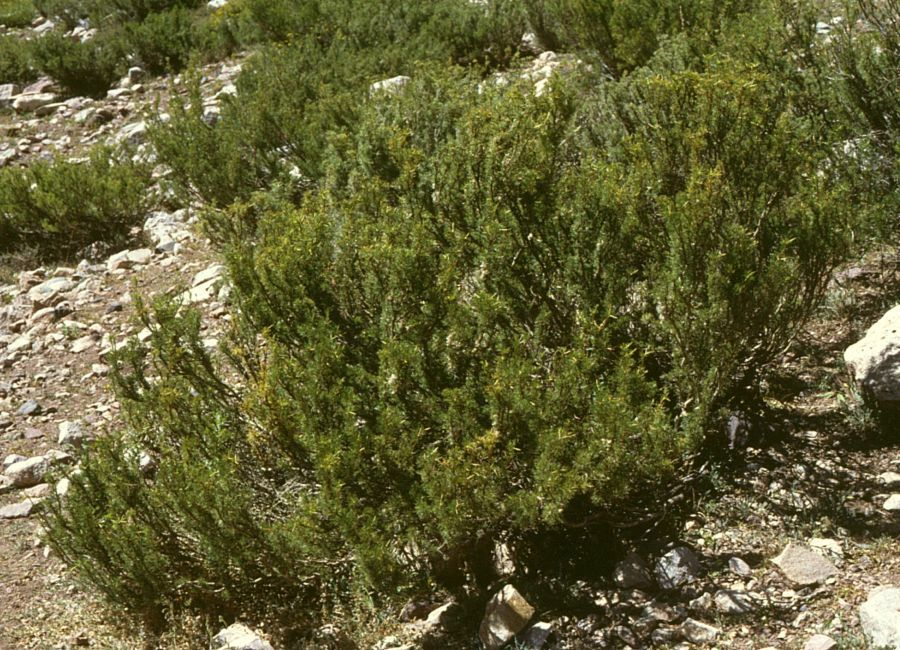
Adesmia pinifolia: une autre légumineuse arbustive épineuse de la Cordillère des Andes

- Dans des conditions particulièrement difficiles telles que le salar d'Uyuni, désert de sable situé en haute altitude dans les Andes en Bolivie, certaines espèces d'arbustes forment des "coussins" qui permettent à différentes plantes de survivre[4].
- Pour de nombreux cactus l'installation grâce à une plante nurse est souvent une nécessité[5] Ainsi le cactus « El cardón y la hediondillace » a principalement comme plante nurse , la hediondilla, le créosotier (Larrea tridentata), un arbre/arbuste de la famille des zygophyllacées qui présente « l’avantage » d’avoir un feuillage persistant, donc fournissant un ombrage relatif permanent. Pour d'autres cactus la plante nurse est « el algarobillo » (Prosopis ferox), une légumineuse arbustive.
- En Nouvelle-Calédonie, Acacia spirorbis est une espèce endémique , capable de former des symbioses avec des microorganismes du sol, notamment des ectomycorhizes et de se développer sur une très large variété de sols. Cette espèce permet d’initier un processus de restauration écologique des écosystèmes dégradés tels que des sites miniers[6].

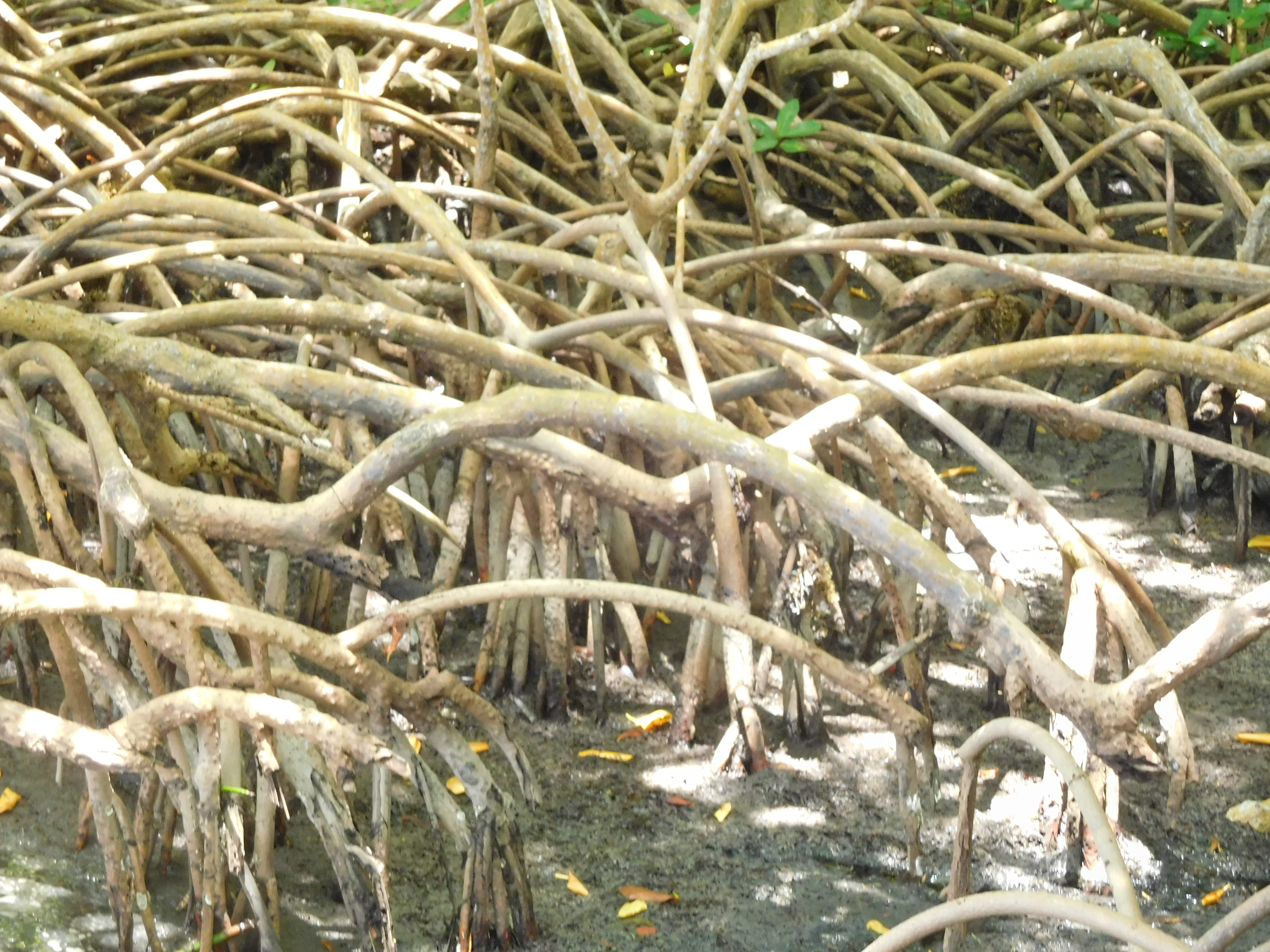
Racines échasses de palétuviers

- Les palétuviers rouges Rhizophora mangle jouent le rôle d'espèce pionnière et de plante nurse dans la mangrove de nombreux pays d'Amérique centrale et dans la plupart des îles des Antilles où ils sont  associés aux palétuviers noirs et blancs.
- Le genévrier Juniperus communis subsp. hemisphaerica a été utilisé comme espèce facilitatrice pour la reconstitution de la cédraie anthropisée du Parc national du Djurdjura (Algérie)[7]

Autres :
- les anglophones parlent aussi de tronc-nurserie (nurse logs) pour décrire les troncs morts sur lesquels le taux de germination réussies de graines et de survie à long terme de différentes espèces augmente considérablement,